# Liana Trümpi
Liana Trümpi (* 10. Juni 2004) ist eine Schweizer Leichtathletin, die sich auf den Siebenkampf spezialisiert hat.

## Sportliche Laufbahn
Erste internationale Erfahrungen sammelte Liana Trümpi im Jahr 2023, als sie bei den U20-Europameisterschaften in Jerusalem mit 5455 Punkten den neunten Platz im Siebenkampf belegte. 2025 belegte sie bei den U23-Europameisterschaften in Bergen mit 5953 Punkten den fünften Platz.
2025 wurde Trümpi Schweizer Meisterin im Siebenkampf.

## Persönliche Bestleistungen
- Siebenkampf: 6071 Punkte, 15. Juni 2025 in Lausanne
  - Fünfkampf (Halle): 4213 Punkte, 8. Februar 2025 in Magglingen